# Samsung Ativ Tab 3
Samsung Ativ Tab 3 là một máy tính bảng 10,1 inch (26 cm) sản xuất bởi Samsung. Ativ Tab 3 được công bố vào 20 tháng 6 năm 2013 tại sự kiện Samsung Premier 2013 ở London, nó tích hợp vi xử lý lõi-kép 1.8 GHz Intel Atom Z2760, và chạy hệ điều hành Windows 8.
Sự kết hợp với Windows 8 thay vì Windows RT như người tiền nhiệm đã nhận được nhiều đánh giá tốt, Ativ Tab 3 nhận được đánh giá tích cực về trọng lượng thiết kế của nó.

## Phần cứng
Thiết kế của the Ativ Tab tương như nhưng nhỏ hơn các đối tác chạy Android (như Galaxy Tab 3 10.1 và Galaxy Note 10.1 2014 Edition)—thiết kế pha trộn giữa nhựa và thủy tinh. Một cổng micro HDMI, khe MicroSD, và cổng USB kích thước đầy đủ được đưa vào thiết kế, cũng như nút tăng giảm âm lượng, nút nguồn, và jack tai nghe nằm ở đỉnh. Một nút Windows nằm ở phía dưới, giữa màn hình. Một cổng sạc và đế kết nối nằm ở giữa. Ativ Tab 3 sử dụng màn hình 10,1 inch (26 cm) IPS độ phân giải 1.366x768. Máy tính bảng có bộ nhớ 32 GB hoặc 64 GB.